# Sarah Con Hache
Sarah Con Hache (Salamanca, 9 de noviembre de 1982) es una ilustradora y autora de cómics española.

## Vida y carrera
Sarah nació en 1982 en Salamanca.
Descubrió su vocación por el cómic mientras estudiaba Bachiller artístico en la Escuela de artes de Cádiz donde finalmente abandonó los estudios oficiales para focalizarlos en el mundo de las viñetas de forma autodidacta.
Posteriormente completó tres cursos (Diseño de personajes, Narrativa y Dibujo de cómic) impartidos por Antonio Peinado a través de la editorial Avalancha.
Comenzó su carrera artística realizando pinups, commissions y algunos encargos de diseño gráfico especialmente para Alemania.
En 2008 participó en el fanzine Tuhumor con el cómic Kaótica Greenhead (dos tomos).
En 2014 comenzó a publicar de forma digital el webcomic Sasi, y en 2017 empieza la publicación de Averno a través de su cuenta de Patreon.
En 2020 se abre camino en el mercado francés, con la publicación, junto al guionista Scebha, de Figures, tomo 1 (editorial Casteleven). Y en 2022 publica, con guion de Pascal Piatti,  Dans le silence de ton regard.(editorial Tartamudo) con una versión en español llamada Domitille.
En 2023 y tras un exitoso crowdfunding comienza a publicar con la editorial Serendipia su cómic Averno y un año después la segunda parte, Celestial. 
Además participa en la séptima edición del recopilatorio de historietas para adultos de Sextories en 2024.
A lo largo de su carrera ha acudido como artista invitada a eventos como el Manchacómic, el Madrid Cómic Pop Up o las Jornadas de Cómic de Valencia. En ellos ha participado en charlas sobre erotismo en el mundo del cómic o autoedición.
Actualmente trabaja en la adaptación a viñetas de la novela La canción del fiordo junto a la escritora Julia de la Fuente.

## Obras
- Mandy & Trizia Pin-up Comic Book #1-1.1 (2008, 5Finity Productions; antología estadounidense)
- Fanzine Tuhumor #1-2 (2018, autoedición)
- Figures (2020, Casteleven)
- Dans le silence de ton regard (2022, Éditions Tartamudo; en francés)
- Historietas Sevillanas. Presente (pasado y futuro) del cómic en Sevilla (17 de marzo de 2023, Diputación de Sevilla; antología)
- Averno (11 de mayo de 2023, Serendipia)
- Celestial (10 de octubre de 2024 Serendipia)
- Sextories #7 (2024, antología, Sextories)